# Order Leopolda (Belgia)
Order Leopolda (fr. Ordre de Léopold, nl. Leopoldsorde) – najwyższy i najstarszy order Królestwa Belgii, nazwany tak na cześć króla Leopolda I.

## Historia

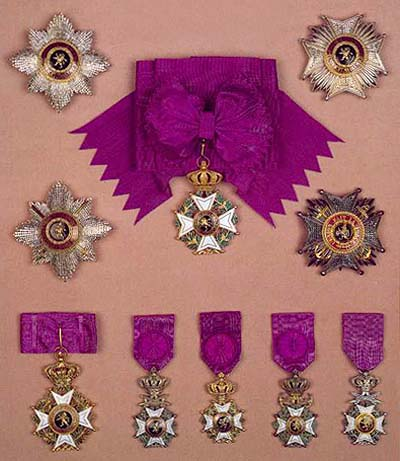

Order został ustanowiony 11 lipca 1832 przez pierwszego króla Belgów Leopolda I z dynastii Sachsen-Coburg-Gotha, początkowo wbrew oporowi parlamentu tego kraju, który uważał ordery i odznaczenia za niedemokratyczne. Jest nadawany zarówno Belgom, jak cudzoziemcom za szczególne zasługi dla kraju, zdobyte w służbie cywilnej lub wojskowej na lądzie i na morzu. Odznaczeni orderem podoficerowie otrzymują roczną rentę. Oficerowie belgijskich sił zbrojnych otrzymują Order Leopolda po 20 latach służby i najwcześniej 5 lat po uzyskaniu Orderu Korony lub orderu Leopolda II, wyżsi urzędnicy państwowi po 10–20 latach służby, pod warunkiem uprzedniego pięcioletniego posiadania Orderu Korony. Wyższą klasę Orderu Leopolda można otrzymać po dalszych 10 latach służby cywilnej czy wojskowej. Order jest obecnie administrowany przez belgijskie MSZ. Jednocześnie posiada charakter orderu domowego belgijskich Wettinów, tzn. że I. klasa z łańcuchem przysługuje belgijskim książętom krwi od narodzin.
Order Leopolda otrzymał pięć klas według podobnego systemu Legii Honorowej, oraz trzy kategorie: cywilną, wojskową i marynarki:
- Wielka Wstęga (nl.: Grootlint, fr.: Grand-Cordon)
- Wielki Oficer (nl.: Grootofficier, fr.: Grand-Officier)
- Komandor (nl.: Commandeur, fr.: Commandeur)
- Oficer (nl.: Officier, fr.: Officier)
- Kawaler (nl.: Ridder, fr.: Chevalier)

## Insygnia

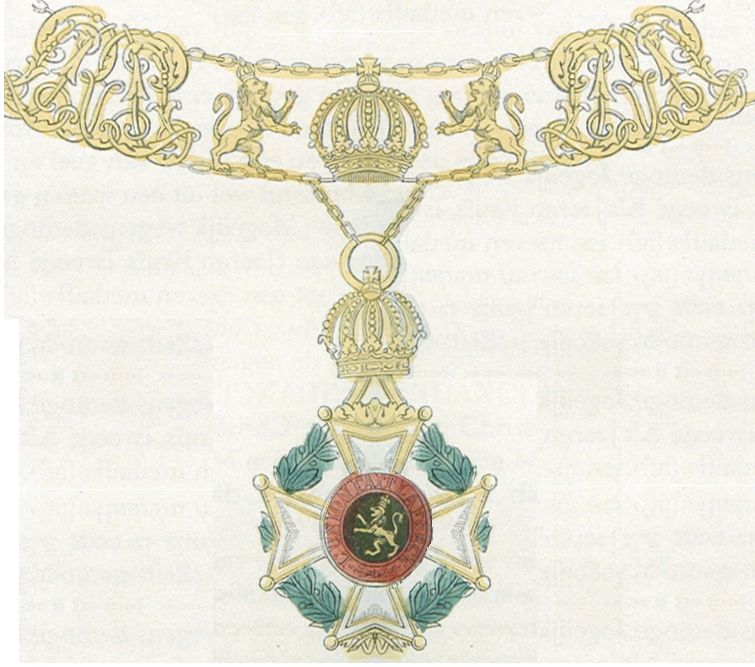
Łańcuch Orderu Leopolda

Insygnia orderu to oznaka, gwiazdy I i II klasy oraz łańcuch I klasy. Oznaką jest emaliowany na biało złoty krzyż maltański. W medalionie środkowym awersu znajduje się złoty lew godła państwowego Belgii w niebieskim polu, otoczony napisem (do 1951 tylko francuskim) w językach francuskim i niderlandzkim „L’union fait la Force – Eendracht maakt Macht” (W jedności siła, dewiza Królestwa Belgii), w medalionie rewersu spleciony monogram „LR” (Leopoldus Rex). Między ramionami krzyża położony jest emaliowany na zielono wieniec dębowo-laurowy. Zawieszką jest złota korona królewska.
Gwiazda I klasy jest ośmiopromienna ze srebra cyzelowanego na kształt brylantów i posiada w środku medalion awersu oznaki, gwiazda II klasy to duży srebrny krzyż maltański z promieniami między ramionami i z medalionem awersu oznaki w środku. Zakładany tylko przy uroczystych okazjach i nie wszystkim posiadaczom I klasy przyznawany łańcuch posiada 34 ogniwa, 18 złotych lwów belgijskich, 9 koron królewskich i 7 plakietek z literami „LR”.
Przy nadaniach dla wojskowych sił lądowych umieszcza się skrzyżowane miecze pod zawieszką krzyża orderowego i na gwiazdach I i II klasy, w przypadku marynarzy złote kotwice w tych samych miejscach.
Order noszony jest na purpurowej wstążce, przy I klasie z prawego ramienia na lewy bok. Zasłużone w jednej z obu wojen światowych XX wieku osoby cywilne, posiadające IV lub V klasę odznaczenia, noszą złotą lub srebrną gwiazdkę na wstążce orderowej.
| Baretki Orderu Leopolda | Baretki Orderu Leopolda | Baretki Orderu Leopolda | Baretki Orderu Leopolda | Baretki Orderu Leopolda |
| ----------------------- | ----------------------- | ----------------------- | ----------------------- | ----------------------- |
| Wielka Wstęga           | Wielki Oficer           | Komandor                | Oficer                  | Kawaler                 |

## Odznaczeni

### Polscy posiadacze Orderu Leopolda
- Wielka Wstęga
  - Józef Piłsudski
  - Aleksander Kwaśniewski
  - Jolanta Kwaśniewska
  - Henryk Jabłoński
  - Lech Wałęsa
  - Andrzej Duda
  - Agata Kornhauser-Duda
- Wielki Oficer
  - Kazimierz Dzierżanowski
  - Jerzy Koch
  - Aleksander Osiński
  - Władysław Sikorski
- Komandor
  - Roman Górecki
  - Tadeusz Piskor
  - Bernard Witucki
  - Adam Rose
  - Albin Jura